# Jesse James (pel·lícula)
Jesse James és una pel·lícula estatunidenca de Henry King estrenada el 1939 i doblada al català.

## Argument
Una dura lluita acaba de començar entre els propietaris ferroviaris i els ranxers que veuen de molt mal ull el pas del "cavall de ferro" per les seves fèrtils terres... Després d'haver matat el representant de la Companyia dels Ferrocarrils, vingut a expropiar la seva família, Jesse James fuig als pujols i organitza una banda que exigeix rescat i ataca els trens de viatgers...

## Repartiment
- Tyrone Power: Jesse James
- Henry Fonda: Frank James
- Nancy Kelly: Zerelda 'Zee' Cobb
- Randolph Scott: Marshall Will Wright
- Henry Hull: Major Rufus Cobb
- Slim Summerville: L'oficial de presons
- J. Edward Bromberg: George Runyan
- Brian Donlevy: Barshee
- John Carradine: Bob Ford
- Donald Meek: McCoy
- Johnny Russell: Jesse James Jr.
- Jane Darwell: Mrs. Samuels - mare de Jessie James
- Ernest Whitman: 'Pinky' Washington
- Charles Tannen: Charlie Ford
- Charles Halton: Heywood
- James Flavin (no surt als crèdits): El capità de cavalleria